# یسرائل هاوکینز
یسرائل هاوکینز یا بیل بوفالو هاوکینز مؤسس و بنیان‌گذار مؤسسه مذهبی خانه یهوه در اَبلیین تگزاس است.

## زندگی‌نامه
وی با نام بوفالو بیل هاوکینز در شهر اودسا در ایالت تکزاس متولد شد، خود او ادعا می‌کند که از تبار یهودیان اروپایی و از نسل طایفه لاوی است گر چه نام و نام خانوادگی او یهودی نیست. وی در سال ۱۹۵۲ در هجده سالگی با زنی به نام روزا بل بولدینگ در اوکلاهما ازدواج کرد. وی پس از مدتی، روزا بولدینگ را ترک کرد و زن آمریکایی به نام دارلین هاتان ازدواج کرد، و از او صاحب چهار فرزند شد.
یسرائل بیش از چهل سال را صرف مطالعه زبان عبری و تورات کرد. یعقوب هاوکینز برادر یسرائل در سال ۱۹۷۴ از سفر هفت‌ساله خود به اسرائیل برگشت. او در بازگشت خود به ایالات متحده آمریکا، نخستین جماعت خانه یهوه در تگزاس را تشکیل داد. یسرائل در سال ۱۹۸۰ به خانه یهوه پیوست.

## آثار
- دین گمشده پیامبران و فرستادگان
- نیرنگ و فریب
- بندگی شیطان
- حقیقت شیطان
- آخرالزمان
- دو گواه
- راه‌حل مسالمت‌آمیز
- کتاب یهوه

## اعتقادات
یسرائل پیروانش را به اطاعت از قوانین ششصد و سیزده‌گانه در اسفار پنج‌گانه موسی دعوت کرد، و آن‌ها را از خوردن خون، گوشت خوک و حلزون صدف‌دار باز می‌داشت. پیروان یسرائل هم‌چنین از احکام عفت صنیوت تبعیت می‌کنند و مراسمی چون عید فصح، پوریم، یوم‌کیپور، روش هاشانا را برگزار می‌کنند.
پیروان یسرائل با وجود تمام مشابهت‌هایی که با یهودیان دارند، هنوز پیوند خود را با مسیحیت حفظ نموده‌اند؛ آموزش‌های یسرائل مسیح را پسر یهوه معرفی می‌کند که یک بار به زمین آمده است. آنان همچنین عقیده دارند که مسیح به دستور پیلاطس بر دار آویخته شده‌است. آنان همچنین برخاستن عیسی از مردگان را پس از کشته شدنش پذیرفته‌اند. یسرائل چندین بار مخالفت خود را با بعضی از اصول ایمانی مسیحیت از جمله تثلیث بیان نموده است. پیروان یسرائل، بین عهد عتیق و عهد جدید فرقی قائل نیستند؛ و از نظر آن‌ها عهد جدید در حقیقت تحکیم احکام تورات و تنخ یهودی است. آن‌ها همچنین به پیامبری و نزول وحی بر یسرائل و برادرش معتقد هستند؛ و بنا به باور ایشان ظهور این دو برادر در مکاشفه یوحنا و کتب عهد عتیق پیش‌بینی شده‌است، یسرائل خود بیان کرده‌است که پیامبری است که راه را برای ظهور دوباره مسیح آماده می‌کند. وی همچنین خواهان اجرای دقیق احکام تورات در جوامع یهودی و مسیحی است و از چندزنی به عنوان حقّ مردان دفاع می‌کند.

## پیشگویی‌ها
در فوریه سال ۲۰۰۶، یسرائل هاوکینز پیشگویی کرد که در دوازدهم سپتامبر سال ۲۰۰۶ نخستین جنگ هسته‌ای جهانی آغاز می‌شود؛ البته در سپتامبر ۲۰۰۶ چنین اتفاقی رخ نداد و یسرائل اعلام کرد که جنگ هسته‌ای پس از نه ماه روی خواهد داد. پس از آن در ژوئن ۲۰۰۶ نیز جنگ هسته‌ای آغاز نشد. پس از آن، یسرائل هاوکینز اعلام کرد که در تاریخ سیزدهم اکتبر سال ۲۰۰۷، بیش از سه‌چهارم مردم کرهٔ زمین در جنگ هسته‌ای کشته خواهند شد.
هر چند چنین پیشگویی‌هایی به وقوع نپیوست، باعث ایجاد تنش‌هایی در جهان شد. بسیاری از مبلغین یسرائل در کنیا از جمله لاسار کاماتون به جرم تشویش اذهان عمومی دستگیر و زندانی شدند یا وثیقه آزاد شدند.